# Scytodes mapia
Espèce
Scytodes mapia est une espèce d'araignées aranéomorphes de la famille des Scytodidae.

## Distribution
Cette espèce est endémique du Brésil. Elle se rencontre dans les États d'Amazonas, de Bahia et de São Paulo.

## Description
La femelle holotype mesure 5,75 mm.

## Étymologie
Son nom d'espèce lui a été donné en référence au lieu de sa découverte, le rio Mapiá.

## Publication originale
- Rheims & Brescovit, 2000 : Six new species of Scytodes Latreille, 1804 (Araneae, Scytodidae) from Brazil. Zoosystema, vol. 22, no 4, p. 719-730 (texte intégral).